# 第三次大沽口之戰
第三次大沽口之戰發生在1860年，是第二次鴉片戰爭的一場決定性戰役。戰後大沽口完全遭到了英法聯軍的控制。

## 背景
英法聯軍在第二次大沽口之戰中大敗，使本來想教訓清朝的英法政府相當憤怒。英國《每日電訊報》出現占領北京城，永久占領廣州，把皇帝趕出皇宮的聲音 。英國內閣從1859年9月16日起開8天的會議，最終一致主張對中國增兵，並攻入北京作為目的。雙方決定由英國出兵1.2萬人，法國則出兵7000人。法方任命孟托班為總指揮。聯軍在上海聚集，1860年4月21日占領定海，後陸續占領大連灣、煙台，以完成對渤海灣軍事上的封鎖。大連灣和煙台則作為聯軍進攻大沽口的基地。

## 戰爭經過

### 北塘登陸
清軍在北塘除了裝設一部分地雷外，並無駐軍加強防備，給了可趁之機。俄国驻北京公使尼古拉·伊格那提耶夫侦知了北塘未设防的相关情况将其告知英法。1860年8月1日，藉助俄國人的引導，聯軍出動軍艦30多艘和陸戰隊5000人在北塘附近順利登陸，沒有遭到任何攻擊，並就地掠奪物品。

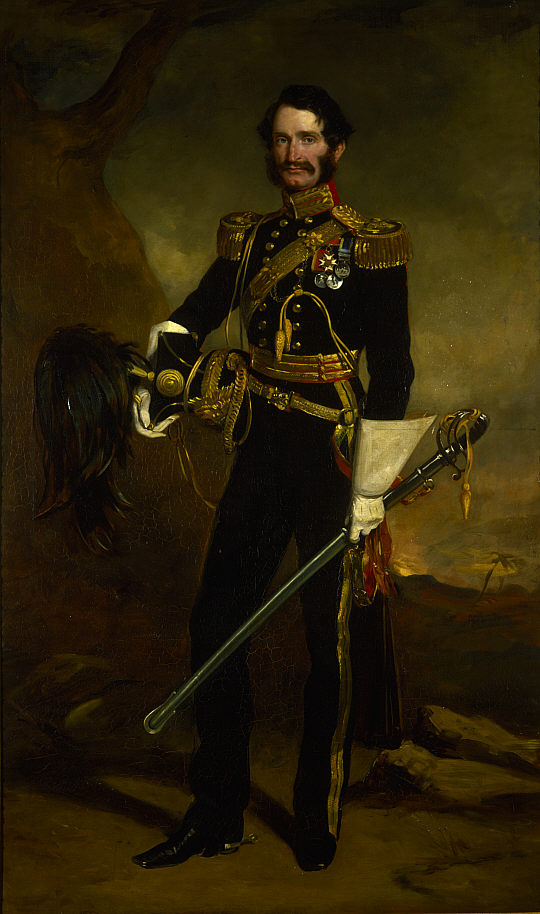
英军统帅詹姆斯·格蘭特
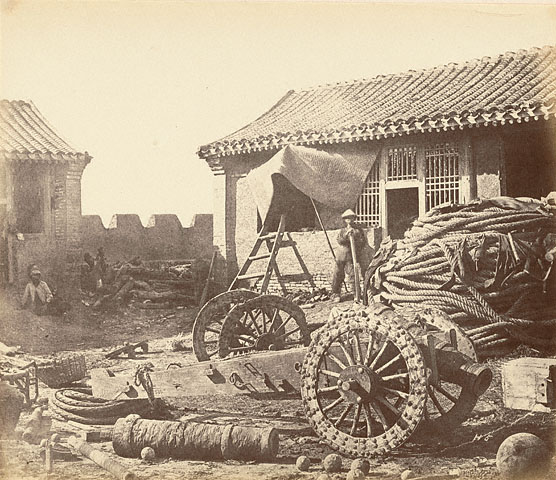
一座被棄置的北塘砲台

### 新河、塘沽砲台的失陷
順利佔領北塘後，1860年8月12日聯軍2000人在往大沽探路途中與清軍遭遇，開了打響戰鬥的第一炮，隨後占領新河。接著與4000名配備大刀、長矛和弓箭的蒙古騎兵戰鬥，在動用了阿姆斯特朗砲後擊退清軍。清軍撤回塘沽。
8月14日，聯軍進攻塘沽砲台，集中36門後膛砲和阿姆斯特朗大砲砲轟清軍兵營，便發起衝鋒。聯軍士兵紛紛架起梯子試圖爬進城牆，最後施米茨中校站在城上揮舞三色旗，清軍士兵開始逃亡。戰鬥結束了。

### 攻佔大沽口砲台

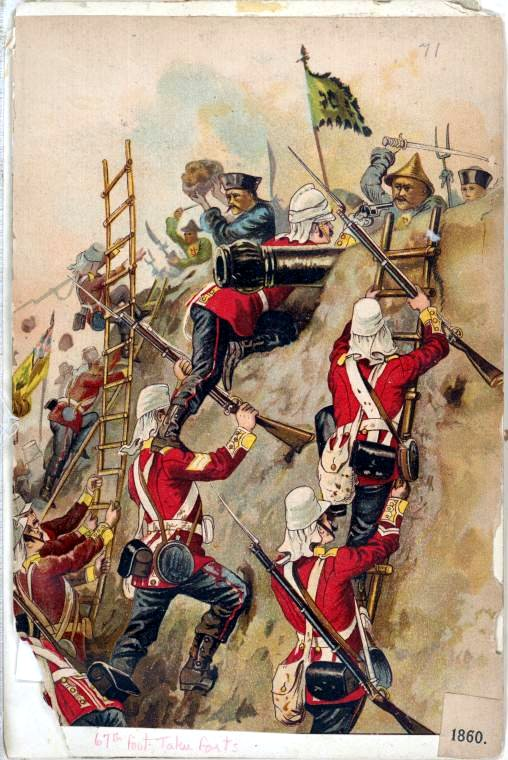
英軍第67步兵團 (英國)進攻大沽砲台。

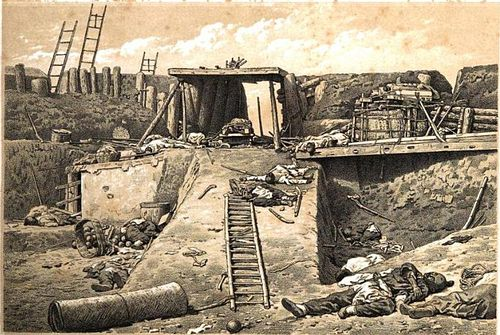
北砲台正面

1860年8月21日，英軍部屬2500名士兵，法軍部屬1000多人和2連砲兵作為進攻大沽口的兵力。早上6點法軍砲兵和英軍的榴彈砲對著右岸第一座砲台開炮。英軍以47門大砲同法軍密集的砲轟那砲台，聯軍戰艦也發砲協助。清軍在砲火的差距下漸漸不敵，而且射擊無法精準。7點半時聯軍發起衝鋒開始白刃戰，臨近10點攻下第一座砲台。接著約100名清軍士兵逃亡，多數守軍戰死。當晚，大沽砲台的剩餘清軍全數繳械投降。

## 結果
以聯軍勝利而結束。共繳獲了大砲518門（110門為銅製大砲）和軍用物資。透過勸降的手段，聯軍只攻取了兩座砲台，殺死砲台守將樂善後，成功使南岸的剩餘清軍就地投降。8月23日英軍上將賀布北上直達天津，總督恆福出外迎接，清朝再派桂良、恒祺與聯軍代表額爾金在天津議和。